# Spoorlijn Malmö - Trelleborg (MTJ)
De spoorlijn Malmö - Trelleborg (MTJ) is een Zweedse spoorlijn van de voormalige spoorwegmaatschappij Malmö - Trelleborgs Järnväg (afgekort: MTJ) gelegen in de provincie  Skåne.
De MTJ moet niet worden verward met de nog bestaande Malmö - Kontinentens Järnväg (MKJ) die ook het traject van Malmö naar Trelleborg bedient.

## Geschiedenis
Het traject liep van het Malmö Västra station gebouwd door de Malmö - Ystads Järnväg (MYJ) naar het Trelleborg Övre station werd door de Malmö - Trelleborgs Järnväg (MTJ) op 27 april 1886 geopend.
Ingenieur F. Schauman diende in de jaren 1880 bij de overheid in Landskrona een verzoek in voor de bouw van een spoorlijn tussen Malmö en Trelleborg. Hij had zowel tekeningen als  offertes gemaakt, maar onder de grondeigenaars langs de kust tussen Malmö en Trelleborg was er geen belangstelling voor en Schauman kreeg geen sympathie voor zijn plannen, noch uit Malmö noch uit Trelleborg. Desondanks gaf hij niet op wat in 1883 resulteerde in afgeronde onderhandelingen met negen landeigenaren.
Een barrière vormde echter de landeigenaar David Fricke die absoluut geen spoor op zijn grond wilde hebben. Schauman was toen verplicht het traject met een omweg ten westen van het land van Fricke te laten lopen met gevolg dat het traject langer werd.
De MTJ maakte een overeenkomst met de Malmö - Ystads Järnväg (MYJ) om haar treinen op het traject van Malmö Västra station naar Södervârn te kunnen laten rijden.
Op 23 augustus 1971 werd alle verkeer tussen Malmö Södervârn en Trelleborg stilgelegd.

## Bedrijfsvoering
In 1891 gingen de Malmö - Billesholms Järnväg (MBJ) en de Malmö - Trelleborgs Järnväg (MTJ) een samenwerkingsovereenkomst aan onder de naam Malmö Järnväg (afgekort: MJ) voor het voeren van een gemeenschappelijke administratie.
De Malmö Järnväg (MJ) werd in 1891 opgericht als voortzetting van het samenwerkingsverband en verzorgde de bedrijfsvoering bij de volgende onafhankelijke spoorwegondernemingen:
- Malmö - Trelleborgs Järnväg (MTJ)
- Malmö - Billesholms Järnväg (MBJ)
- Trelleborg - Rydsgård Järnväg (TRJ)
- Malmö - Tomelilla Järnväg (MöToJ)
  - Malmö - Simmrischamn Järnväg (MSJ)
- Malmö - Kontinentens Järnväg (MKJ)
- Västra Klagstorp - Tygelsjö Järnväg (KTJ)
- Hvellinge - Skanör - Falsterbo Järnväg (HSFJ)

## Genationaliseerd
De (MBJ) werd in 1896 door de staat genationaliseerd en de bedrijfsvoering werd overgedragen aan de SJ.
De (MKJ) werd in 1906 door de staat genationaliseerd en de bedrijfsvoering werd overgedragen aan de SJ.
Het samenwerkingsverband en de overige ondernemingen werden op 1 juli 1943 door de staat genationaliseerd en de bedrijfsvoering werd overgedragen aan de SJ.

## Bron
- Historiskt om Svenska Järnvägar
- Jarnvag.net